# Carnisser de Tagula
El carnisser de Tagula (Cracticus louisiadensis) és una espècie d'ocell de la família dels artàmids.
Habita els boscos de l'illa de Tagula propera a la costa sud-est de Nova Guinea.